# Villa Obenauer

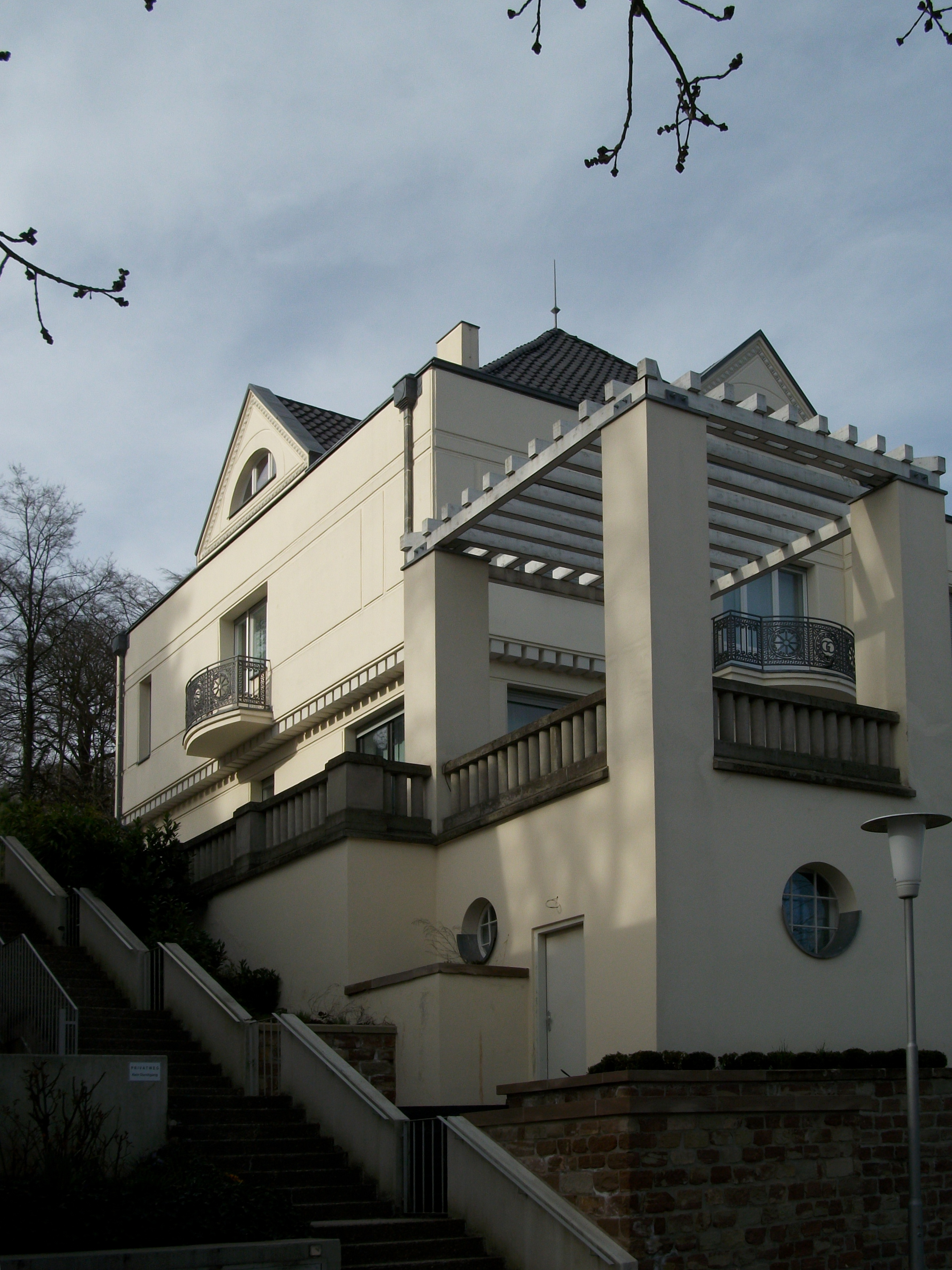
Blick auf die Villa Obenauer

Die Villa Obenauer ist eine 1905–1907 nach Entwurf von Peter Behrens erbaute großbürgerliche Villa in Saarbrücken, Trillerweg 58. Sie liegt im Saarbrücker Wohngebiet Triller am Südosthang oberhalb der Straße, die Hanglage prägt die Architektur. Als bedeutendes Zeugnis der Entwicklungsgeschichte der modernen Architektur im 20. Jahrhundert steht das Gebäude unter Denkmalschutz.

## Bau- und Nutzungsgeschichte
Auf der Deutschen Gartenbau- und Kunstausstellung Düsseldorf 1904 lernte der Saarbrücker Lebensmittelgroßhändler Gustav Obenauer den Architekten Peter Behrens kennen. Er war so begeistert von dem von Behrens gestalteten Ausstellungspavillon, dass er den Architekten beauftragte, ihm eine Villa zu bauen. Die Bauarbeiten begannen im Jahr 1905 und waren im Sommer 1907 abgeschlossen. Außerdem entwarf Behrens die Ausstattung des Herrenzimmers, des Speisezimmers und der Halle. 1910 erweiterte Behrens die Villa um einen Arbeitsraum und eine Bibliothek.:215
Zu den Bewohnern der Villa zählte die Vorsitzende des Saarverbandes der Frauenhilfe Ida Obenauer.
1940 verkaufte die Familie Obenauer die Villa an die Reichsautobahnverwaltung. Das im Krieg beschädigte Haus wurde nach 1945 als Jugendheim genutzt, bis 1962 die Bundesvermögensverwaltung einzog. Seit 2001 ist das Haus wieder in Privatbesitz.:215

## Architektur
Die zweigeschossige Villa ist ein kubischer Bau mit Zeltdach und hohem Sockelgeschoss. Die Fassade ist in rechteckige Putzfelder untergliedert. Dem Haus vorgelagert ist eine Terrasse mit einer Pergola auf mächtigen Stützen, mit der Behrens die Lage des Hauses am Hang über dem Straßenniveau für eine prägnante Gestaltung nutzte.:215 Die Architektur des Hauses nahm bereits zahlreiche Elemente der Architektur der Moderne vorweg.

„Die Villa Obenauer ist ein Meilenstein in der Baugeschichte des 20. Jahrhunderts. Zu einer Zeit, die noch wesentlich dem Historismus und dem Jugendstil verpflichtet ist, entsteht in Saarbrücken ein Privathaus, das in seiner Addition kubischer Baukörper, seinem raumbewussten Schichten und Stapeln, im Gleichgewicht von Horizontalen und Vertikalen, in der geometrischen Gliederung der Flächen und mit seinem flachen Dach eine radikale Absage an alles Bisherige bedeutet. Behrens arbeitet hier mit Gestaltungsprinzipien, die erst in den 20er Jahren in der Architektur von De Stijl und Bauhaus prägend werden.“

Auch der Architekturhistoriker Jürgen Tietz bezeichnete das Gebäude als „Meilenstein der Moderne“.
Im Zuge der wechselnden Nutzungen nach 1940 wurden mehrfach bauliche Anpassungen vorgenommen, die die Architektur des Hauses bzw. ihren architekturgeschichtlichen Zeugniswert beeinträchtigten. So verfälschten z. B. verkleinerte Fenster und vermauerte Türen die ursprünglichen Lichtverhältnisse.

## Sanierung / Rekonstruktion
Im Herbst 2000 zog die Bundesvermögensverwaltung aus dem Gebäude aus. Zunächst fand sich keine neue Nutzung und der Erhaltungszustand verschlechterte sich. Die Villa gelangte schließlich 2001 in Privatbesitz und wurde umfassend saniert. Während dabei auch verschiedene der baulichen Veränderungen im Sinne einer Rekonstruktion rückgängig gemacht wurden, erfolgte in weiten Bereichen des Hauses eine durchgreifende Modernisierung nach heutigem Geschmack und heutigen Wohnbedürfnissen. In der Folge wurde über diesen Umgang mit einem hochrangigen Baudenkmal kontrovers diskutiert. Während der Leiter des Landesdenkmalamts, Josef Baulig, die Sanierung gelungen fand, übte der Denkmalrat heftige Kritik.